# The 2nd Law
A The 2nd Law a Muse angol rockegyüttes hatodik, 2012. október 1-jén megjelent nagylemeze.

## Dallista
1. Supremacy (4:55)
2. Madness (4:39)
3. Panic Station (3:03)
4. Prelude (1:03)
5. Survival (4:17)
6. Follow Me (3:51)
7. Animals (4:23)
8. Explorers (5:48)
9. Big Freeze (4:41)
10. Save Me (5:09)
11. Liquid State  (3:03)
12. The 2nd Law: Unsustainable (3:48)
13. The 2nd Law: Isolated System (4:59)